# Selaru
Selaru är en ö i Indonesien.   Den ligger i provinsen Moluckerna, i den östra delen av landet, 2 700 km öster om huvudstaden Jakarta. Arean är 352 kvadratkilometer.
Terrängen på Selaru är platt. Öns högsta punkt är 79 meter över havet. Den sträcker sig 29,9 kilometer i nord-sydlig riktning, och 45,5 kilometer i öst-västlig riktning.